# وليام ويبل
وليام ويبل (بالإنجليزية: William Whipple) (و. 1730 – 1785 م) هو سياسي، وضابط من المملكة المتحدة.
توفي في نيوهامشير، عن عمر يناهز 55 عاماً.

## الخدمة العسكرية
خدم في الجيش القاري.